# Ki mit tud? (1977)
A Ki mit tud? Magyar Televízió kulturális tehetségkutató műsorának hatodik kiadása, amelyet 1977. február 4. és április 4. között rendeztek a Pataky István Művelődési Központban (a mai Kőrösi Csoma Sándor Kőbányai Kulturális Központ).
A műsorvezető Horvát János volt, a zsűriben pedig visszatértek a már korábbi adásokban megismert zsűritagok: Petrovics Emil, Szinetár Miklós, Pernye András, Vásárhelyi László és a zsűrielnök Major Tamás.
A győztesek között volt például a Color együttes, a későbbi dzsesszzongorista Pleszkán Frigyes, a közönségkedvencé vált Gúnya együttes (Lehr Ferenc–Rácz Mihály paródiaduója), Oláh István versmondó, az ekkor 17 éves Adámi Béla bűvész valamint olyan frissen alakult együttesek, mint a Vujicsis együttes és Kis Rákfogó dzsesszegyüttes.
Itt tűnt fel a Panta Rhei együttes (jazz-rock kategória), Dévényi Ádám dalszerző és előadó (mai dal kategória), Szögi Csaba táncművész (szólótánc), Musica Historica duó tagjaként Mandel Róbert későbbi tekerőlantművész és hangszerkészítő (kamarazene), de ezen a versenyen tűntek fel olyan versmondók is, akik később színészként futottak be (Kubik Anna, Tóth Enikő, Balogh Erika és Katona Ágnes).
A műsor szerkesztője Végh Miklós, rendezője Kökényessy Ferenc volt.

## Az évad áttekintése
| Dátum          | Műsorszám                 | Nézettség | Tetszési index |
| -------------- | ------------------------- | --------- | -------------- |
| XII. 31        | Szilveszter               | 86%       | 67             |
| I. 15.         | Él még a kabaré?!         | 85%       | 87             |
| I. 22.         | Columbo                   | 85%       | 86             |
| II. 25.        | Kit mit tud? IV. elődöntő | 85%       | 80             |
| IX. 18.        | Columbo                   | 85%       | 81             |
| XII. 31.       | Szilveszter               | 85%       | 68             |
| I. 1.*         | Bolond, bolond világ      | 85%       | 78             |
| * 1978. I. 1 . |                           |           |                |

A tévés adásokat – szokásos módon – megelőzte egy széles válogatási rendszer: először járási, kerületi válogatókon, majd 28 megyei és területi döntővel folytatódott végül az országos válogatón mintegy 500 produkció vizsgázott a szakzsűrik előtt. Ebből 170 produkciót fogadtak el,amit további szűrés után 97 műsorszámra szűkítettek (végül 104 került be valamint a bábegyüttesek).
A tévés műsorfolyam összesen hat elődöntőből, két középdöntőből és egy döntőből állt. A döntő előtt rendeztek egy gyermek Ki mit tud-os adást is bábegyüttesekkel, amelynek két továbbjutója közvetlenül a döntőbe jutott.
A szavazás elődöntőben többségi döntéssel történt, a középdöntőben zöld jelzőtárcsákkal, a döntőben pedig 1-től 10-ig számozott táblákkal.
A győztesek Varsó-Leningrád-Helsinki körutazást nyertek, a Gyermekbáb-együttes kategória győztese pedig elutazhatott a szovjetunióbeli Artyekbe, ahol részvevői voltak az ott megrendezett I. Nemzetközi Gyermekfesztiválnak a Magyar Úttörők Szövetsége vendégeként. Számos különdíjat is kiosztottak (például részvétel külföldi amatőr esztrád fesztiválon vagy pénzjutalom a versenyzők egyesületének/intézményének részére). A többi döntős – az emlékplaketten felül – a Skála Nagyáruház ajándékcsomagjait  illetve magyar iparművészek képzőművészeti alkotásait kapták meg.
A maratoni – hét órás – hosszúságú döntőben a kategóriagyőztesek: 
- Popzene: Color együttes
- Szólóhangszer: Pleszkán Frigyes (zongorista)
- Egyéb: Adámi Béla (bűvész)
- Táncdal: Nagy Dávid
- Jazz-rock: Kis Rákfogó
- Versmondás: Oláh István
- Egyéb/Mai dal: Gúnya együttes
- Operaének/Szólóének: Lovász Márta
- Kamarazene: Zalka Máté Katonai Főiskola rézfúvós szextettje
- Kamaraegyüttes: Pécsi Ifjúsági Ház kamarakórusa
- Népzene: Vujicsics együttes
- Néptáncegyüttes: Jászsági Népi Együttes
- Néptánc – szólótánc: Koralovszki Mária és Mlinár Pál
- Irodalmi Színpad: MIMOSZ Irodalmi Színpad (Debrecen)
- Gyermek bábegyüttes: Fakanál együttes (Sinatelepi Általános Iskola)

Az 1977-es Ki mit tud? szereplői és eredményeik
      Kategóriagyőztes |       Döntős |       Középdöntős |       Elődöntős
Amennyiben továbbjutáskor más kategóriába sorolták át a versenyzőt, kategóriái ' / ' elválasztójellel vannak felsorolva.
| #   | Versenyzők                                              | Kategória                 | Elődöntő             | Végeredmény |
| --- | ------------------------------------------------------- | ------------------------- | -------------------- | ----------- |
| 1   | Széplaki Ágnes                                          | Kamarazene                | 1                    | Elődöntős   |
| 2   | Kovács Péter / Lovassy Gimnázium kamarazenekara         | Kamarazene                | 1                    | Középdöntős |
| 3   | Arrabona Irodalmi Színpad (Győr)                        | Irodalmi színpad          | 1                    | Elődöntős   |
| 4   | Szövetkezeti Irodalmi Színpad (Gyöngyös)                | Irodalmi színpad          | 1                    | Elődöntős   |
| 5   | Magyar Gördülőcsapágy Művek Irodalmi Színpad (Debrecen) | Irodalmi színpad          | 1                    | Döntős      |
| 6   | Szögi Csaba                                             | Néptánc – szólótánc       | 1                    | Döntős      |
| 7   | Csapó Béla                                              | Néptánc – szólótánc       | 1                    | Elődöntős   |
| 8   | Hemmert László                                          | Mai dal                   | 1                    | Döntős      |
| 9   | Szentgyörgyi Rozi                                       | Mai dal                   | 1                    | Elődöntős   |
| 10  | Dévényi Ádám                                            | Mai dal                   | 1                    | Középdöntős |
| 11  | Rárósi Mihály (egyensúlyozóművész)                      | Egyéb                     | 1                    | Középdöntős |
| 12  | Barna Sándor (karikatúrista)                            | Egyéb                     | 1                    | Elődöntős   |
| 13  | Szabolcs Tibor (parodista)                              | Egyéb                     | 1                    | Elődöntős   |
| 14  | Gúnya Együttes (parodisták)                             | Egyéb / Mai dal           | 1                    | Győztes     |
| 15  | Pantha Rhei                                             | Jazz-rock                 | 1                    | Elődöntős   |
| 16  | Kis Rákfogó                                             | Jazz-rock                 | 1                    | Győztes     |
| 17  | Kára kamaraegyüttes                                     | Kamarazene                | 2                    | Elődöntős   |
| 18  | Musica Historica                                        | Kamarazene                | 2                    | Elődöntős   |
| 19  | Juhász Gyula Tanárképző Főiskola operaszínpada (Szeged) | Kamarazene / Népzene      | 2                    | Középdöntős |
| 20  | Zalka Máté Katonai Főiskola rézfúvós szextettje         | Kamarazene                | 2                    | Győztes     |
| 21  | Madarász Zsuzsa                                         | Versmondás                | 2                    | Elődöntős   |
| 22  | Oláh István                                             | Versmondás                | 2                    | Győztes     |
| 23  | Kiss Ildikó és Tóth Zsuzsanna                           | Versmondás                | 2                    | Elődöntős   |
| 24  | Kertészeti Egyetem tánckara                             | Néptánc – együttesek      | 2                    | Döntős      |
| 25  | Vörösmárvány együttes                                   | Néptánc – együttesek      | 2                    | Elődöntős   |
| 26  | Georgikon táncegyüttes                                  | Néptánc – együttesek      | 2                    | Középdöntős |
| 27  | Varga-Nagy Tibor (zsonglőr)                             | Egyéb                     | 2                    | Középdöntős |
| 28  | Böjte Tibor és Budai Szabolcs (artisták)                | Egyéb                     | 2                    | Elődöntős   |
| 29  | Csizmadia János (dobgépes orgona)                       | Szólóhangszer             | 2                    | Elődöntős   |
| 30  | Pleszkán Frigyes (zongora)                              | Szólóhangszer             | 2                    | Győztes     |
| 31  | Torontáli Katalin                                       | Táncdal                   | 2                    | Középdöntős |
| 32  | Baracsi István                                          | Táncdal                   | 2                    | Középdöntős |
| 33  | Békésszentadrási Házi Ipari Szövetkezet Páva-kör        | Népzene                   | 3                    | Elődöntős   |
| 34  | Rokka együttes                                          | Népzene                   | 3                    | Elődöntős   |
| 35  | Vujicsics együttes                                      | Népzene                   | 3                    | Győztes     |
| 36  | Adámi Béla (bűvész)                                     | Egyéb                     | 3                    | Győztes     |
| 37  | Halászlaki György (bűvész)                              | Egyéb                     | 3                    | Döntős      |
| 38  | Lukács Csilla                                           | Versmondás                | 3                    | Elődöntős   |
| 39  | Tordai Ferenc                                           | Versmondás                | 3                    | Döntős      |
| 40  | Balogh Erika                                            | Versmondás                | 3                    | Elődöntős   |
| 41  | Páli Eszter                                             | Népdaléneklés             | 3                    | Elődöntős   |
| 42  | Bereczki Szilárd                                        | Népdaléneklés             | 3                    | Elődöntős   |
| 43  | Kazai Katalin                                           | Népdaléneklés / Szólóének | 3                    | Döntős      |
| 44  | Kiss Pál és Sipos József                                | Néptánc – szólótánc       | 3                    | Elődöntős   |
| 45  | Koralovszki Mária és Mlinár Pál                         | Néptánc – szólótánc       | 3                    | Győztes     |
| 46  | Kovács Györgyi és Dezső Mariann                         | Kamarazene                | 3                    | Döntős      |
| 47  | Mátyás Edit és Taksonyi Zsolt                           | Kamarazene                | 3                    | Elődöntős   |
| 48  | Szabolcsi Volán táncegyüttes                            | Néptánc – együttesek      | 3                    | Elődöntős   |
| 49  | ÉDOSZ táncegyüttes                                      | Néptánc – együttesek      | 3                    | Középdöntős |
| 50  | Nagy Dávid                                              | Táncdal                   | 4                    | Győztes     |
| 51  | Radics Szilvia                                          | Táncdal                   | 4                    | Döntős      |
| 52  | Kubik Anna                                              | Versmondás                | 4                    | Döntős      |
| 53  | Körtélyesi Béla                                         | Versmondás                | 4                    | Elődöntős   |
| 54  | Tóth Enikő                                              | Versmondás                | 4                    | Középdöntős |
| 55  | Csider István (citera)                                  | Népi hangszer / Népzene   | 4                    | Döntős      |
| 56  | Szabó László (fémfurulya)                               | Népi hangszer             | 4                    | Elődöntős   |
| 57  | Hat szív                                                | Jazz-rock                 | 4                    | Elődöntős   |
| 58  | Kaszakő együttes                                        | Jazz-rock                 | 4                    | Döntős      |
| 59  | Lányi Márta és Csibra Gergely                           | Néptánc – szólótánc       | 4                    | Elődöntős   |
| 60  | Kiss-Péter Júlia és Tanács István                       | Néptánc – szólótánc       | 4                    | Döntős      |
| 61  | Zalka Máté Katonai Műszaki Főiskola kamarakórusa        | Kamaraegyüttes            | 4                    | Elődöntős   |
| 62  | Tavasz kamarakórus                                      | Kamaraegyüttes            | 4                    | Döntős      |
| 63  | Ho Si Minh Tanárképző Főiskola                          | Kamaraegyüttes            | 4                    | Elődöntős   |
| 64  | Nagy György (humoros akrobata)                          | Egyéb                     | 4                    | Elődöntős   |
| 65  | Balega Mihály (humoros akrobata)                        | Egyéb                     | 4                    | Középdöntős |
| 66  | Kőtörő együttes                                         | Popzene                   | 4                    | Elődöntős   |
| 67  | Color együttes                                          | Popzene                   | 4                    | Győztes     |
| 68  | MIMOSZ Irodalmi Színpad (Debrecen)                      | Irodalmi színpad          | 5                    | Győztes     |
| 69  | Petőfi Irodalmi Színpad (Sárbogárd)                     | Irodalmi színpad          | 5                    | Elődöntős   |
| 70  | Flexum Irodalmi Színpad (Mosonmagyaróvár)               | Irodalmi színpad          | 5                    | Elődöntős   |
| 71  | Szekendy Tamás (zongora)                                | Szólóhangszer             | 5                    | Elődöntős   |
| 72  | Nagy Róbert (zongora)                                   | Szólóhangszer             | 5                    | Döntős      |
| 73  | Lovász Márta                                            | Operaénekes / Szólóének   | 5                    | Győztes     |
| 74  | Szabó Gyula                                             | Operaénekes               | 5                    | Elődöntős   |
| 75  | Szalay Sarolta                                          | Operaénekes / Szólóének   | 5                    | Döntős      |
| 76  | Vasas táncegyüttes                                      | Néptánc – együttesek      | 5                    | Elődöntős   |
| 77  | ÁFÉSZ Nemzetiségi Táncegyüttese                         | Néptánc – együttesek      | 5                    | Elődöntős   |
| 78  | KISZÖV táncegyüttes                                     | Néptánc – együttesek      | 5                    | Középdöntős |
| 79  | Pécsi Ifjúsági Ház kamarakórusa                         | Kamaraegyüttes            | 5                    | Győztes     |
| 80  | Vasvári kamarakórus                                     | Kamaraegyüttes            | 5                    | Elődöntős   |
| 81  | Vas Zoltán                                              | Mai dal                   | 5                    | Elődöntős   |
| 82  | Karsai Gizella                                          | Mai dal                   | 5                    | Elődöntős   |
| 83  | Kiss Péter                                              | Mai dal                   | 5                    | Döntős      |
| 84  | Spirál együttes                                         | Popzene                   | 5                    | Középdöntős |
| 85  | Napsugár együttes                                       | Popzene                   | 5                    | Döntős      |
| 86  | Honvéd Dixieland                                        | Jazz-rock                 | 6                    | Középdöntős |
| 87  | Rodesz együttes                                         | Jazz-rock                 | 6                    | Középdöntős |
| 88  | Bittman Erzsébet                                        | Versmondás                | 6                    | Elődöntős   |
| 89  | Szabó Zsuzsa                                            | Versmondás                | 6                    | Elődöntős   |
| 90  | Szalma Tamás                                            | Versmondás                | 6                    | Elődöntős   |
| 91  | Katona Ágnes                                            | Versmondás                | 6                    | Középdöntős |
| 92  | Ergo együttes                                           | Mai dal                   | 6                    | Elődöntős   |
| 93  | Quadrofolk együttes                                     | Mai dal                   | 6                    | Elődöntős   |
| 94  | Marcipán együttes                                       | Mai dal                   | 6                    | Középdöntős |
| 95  | Mimikri együttes (pantomim)                             | Egyéb                     | 6                    | Elődöntős   |
| 96  | Kecskés András (pantomim)                               | Egyéb                     | 6                    | Döntős      |
| 97  | Gyurcsik László                                         | Táncdal                   | 6                    | Elődöntős   |
| 98  | Pereszlényi Zoltán                                      | Táncdal                   | 6                    | Döntős      |
| 99  | Pécsi Tanárképző Főiskola kollégiumának ének kvintettje | Kamarakórus               | 6                    | Elődöntős   |
| 100 | Hassler kvintett                                        | Kamarakórus               | 6                    | Döntős      |
| 101 | Jukebox együttes                                        | Popzene                   | 6                    | Elődöntős   |
| 102 | Viktória együttes                                       | Popzene                   | 6                    | Középdöntős |
| 103 | Jászsági Népi Együttes                                  | Néptánc – együttesek      | 6                    | Győztes     |
| 104 | Zalka Máté Katonai Műszaki Főiskola tánckara            | Néptánc – együttesek      | 6                    | Döntős      |
| 105 | Katicabogár együttes                                    | Gyermekbáb                | Gyermek Kit mit tud? | Elődöntős   |
| 106 | Rába együttes                                           | Gyermekbáb                | Gyermek Kit mit tud? | Elődöntős   |
| 107 | Szitakötő együttes                                      | Gyermekbáb                | Gyermek Kit mit tud? | Döntős      |
| 108 | Fakanál együttes                                        | Gyermekbáb                | Gyermek Kit mit tud? | Győztes     |
| 109 | Kacsa Kázmér együttes                                   | Gyermekbáb                | Gyermek Kit mit tud? | Elődöntős   |
| 110 | Ölbői bábegyüttes                                       | Gyermekbáb                | Gyermek Kit mit tud? | Elődöntős   |

### Elődöntők áttekintése
Továbbjutott zsűri döntéssel |       Továbbjutott közönségszavazattal

#### 1. Elődöntő (február 4.)
| Fellépési sorrend | Versenyzők                                              | Kategória        | Produkció                                                | Eredmény     |
| ----------------- | ------------------------------------------------------- | ---------------- | -------------------------------------------------------- | ------------ |
| 1                 | Széplaki Ágnes                                          | Kamarazene       | karmester                                                | Kiesett      |
| 2                 | Kovács Péter és a Lovassy Gimnázium kamarazenekara      | Kamarazene       | koncertmester                                            | Továbbjutott |
| 3                 | Arrabona Irodalmi Színpad (Győr)                        | Irodalmi színpad | Pantomim paródia                                         | Kiesett      |
| 4                 | Szövetkezeti Irodalmi Színpad (Gyöngyös)                | Irodalmi színpad | Badisák Mihály: Ifjú cinkepár                            | Kiesett      |
| 5                 | Magyar Gördülőcsapágy Művek Irodalmi Színpad (Debrecen) | Irodalmi színpad | Stílusparódia                                            | Továbbjutott |
| 6                 | Szögi Csaba                                             | Szólótánc        | Lörincrévi pontozó                                       | Továbbjutott |
| 7                 | Csapó Béla                                              | Szólótánc        | Vasvári verbunk                                          | Kiesett      |
| 8                 | Hemmert László                                          | Mai dal          | Mesélj az emberekről! (Saját dalszöveg Bob Dylan dalra)  | Továbbjutott |
| 9                 | Szentgyörgyi Rozi                                       | Mai dal          | Váci Mihály: Mintha vers                                 | Kiesett      |
| 10                | Dévényi Ádám                                            | Mai dal          | Pedig milyen szépek is voltunk mi, Lujza (sanzonparódia) | Továbbjutott |
| 11                | Rárósi Mihály (egyensúlyozóművész)                      | Egyéb #1         |                                                          | Továbbjutott |
| 12                | Barna Sándor (karikatúrista)                            | Egyéb #1         |                                                          | Kiesett      |
| 13                | Szabolcs Tibor (parodista)                              | Egyéb #2         | Fekete vonat                                             | Kiesett      |
| 14                | Gúnya Együttes (parodisták)                             | Egyéb #2         | Betyár história                                          | Továbbjutott |
| 15                | Pantha Rhei                                             | Jazz-rock        | Bartók Béla táncszvit-feldolgozás (részlet)              | Kiesett      |
| 16                | Kis Rákfogó                                             | Jazz-rock        | Red Garland: Blue piano                                  | Továbbjutott |

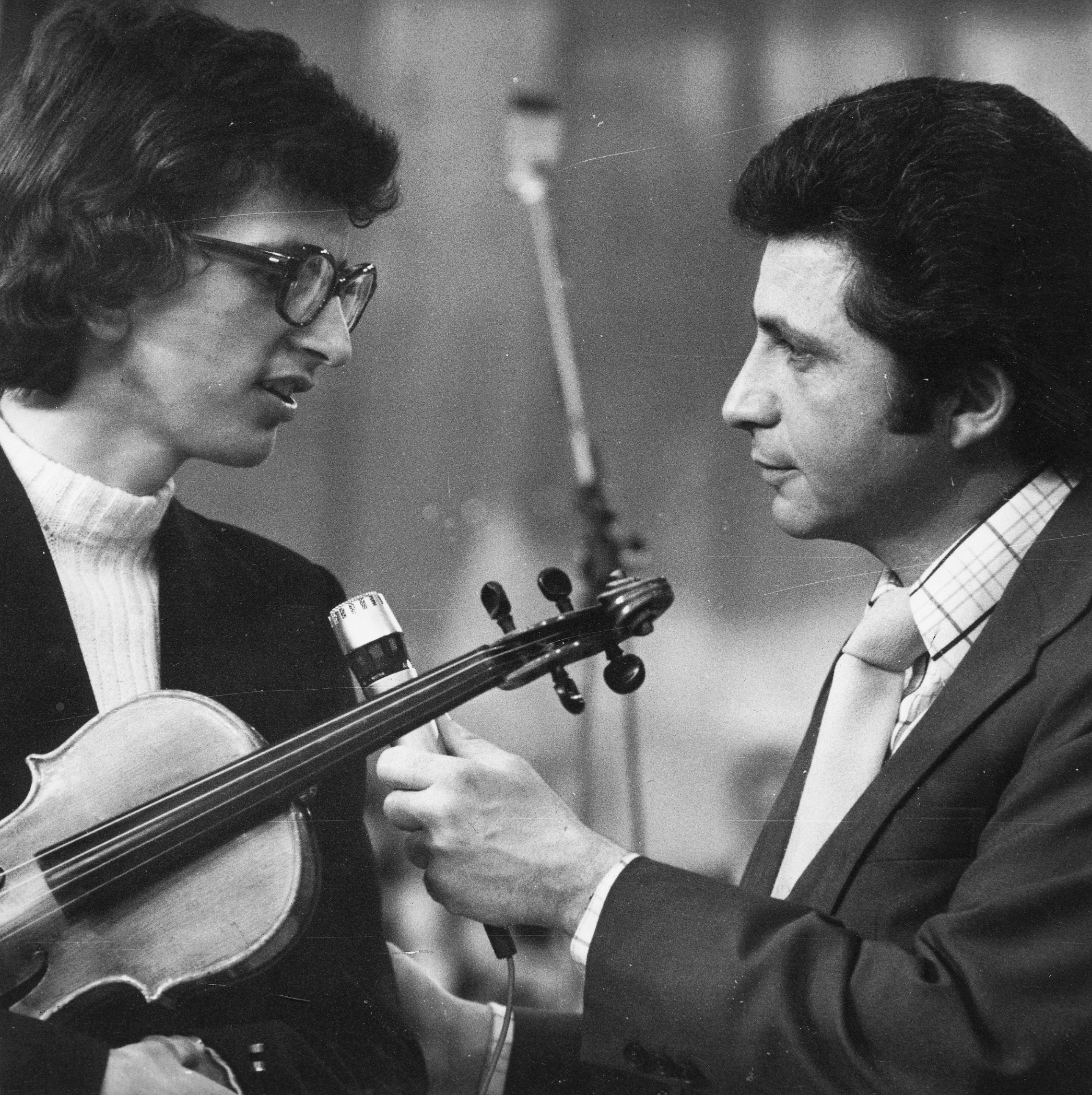
Ki mit tud? (1977), 1. elődöntő: Horvát János műsorvezető beszélget a veszprémi Lovassy gimnázium kamarazenekarának egyik tagjával

- Az "Egyéb" kategóriát kettébontották és két indulót juttattak tovább.

Az érvényes közönségszavazatok száma: 15 063
| Top4 közönségszavazatos    | Top4 közönségszavazatos | Top4 közönségszavazatos  |
| Elődöntősök                | Kategória               | Közönségszavazatok száma |
| -------------------------- | ----------------------- | ------------------------ |
| Hemmert László             | Mai dal                 | 4452                     |
| Szabolcs Tibor (parodista) | Egyéb #2                | 4331                     |
| Arrabona irodalmi színpad  | Irodalmi színpad        | 2113                     |
| Pantha Rhei                | Jazz-rock               | 1381                     |

#### 2. Elődöntő (február 11.)
| Fellépési sorrend | Versenyzők                                              | Kategória     | Produkció                                   | Eredmény     |
| ----------------- | ------------------------------------------------------- | ------------- | ------------------------------------------- | ------------ |
| 1                 | Kára kamaraegyüttes                                     | Kamarazene    | Kára Béla: Dallam hat hangra                | Kiesett      |
| 2                 | Musica Historica                                        | Kamarazene    | Jacques Hotteterre lakodalmi induló         | Kiesett      |
| 3                 | Juhász Gyula Tanárképző Főiskola operaszínpada (Szeged) | Kamarazene    | Salieri: Axur harmadik királya (intermezzo) | Továbbjutott |
| 4                 | Zalka Máté Katonai Főiskola rézfúvós szextettje         | Kamarazene    | Szokolai Miniatűrök és Szöllősi operetta    | Továbbjutott |
| 5                 | Madarász Zsuzsa                                         | Versmondás    | Nagy László: Táncbeli tánc-szók             | Kiesett      |
| 6                 | Oláh István                                             | Versmondás    | Karinthy Frigyes: Előszó                    | Továbbjutott |
| 7                 | Kiss Ildikó és Tóth Zsuzsanna                           | Versmondás    | Nemes-Nagy Ágnes: Dalok                     | Kiesett      |
| 8                 | Kertészeti Egyetem tánckara                             | Néptánc       | Nyírségi csapás                             | Továbbjutott |
| 9                 | Vörösmárvány együttes                                   | Néptánc       | Sárosi táncok                               | Kiesett      |
| 10                | Georgikon táncegyüttes                                  | Néptánc       | Szatmári táncok                             | Továbbjutott |
| 11                | Varga-Nagy Tibor (zsonglőr)                             | Egyéb         |                                             | Továbbjutott |
| 12                | Böjte Tibor és Budai Szabolcs (artisták)                | Egyéb         |                                             | Kiesett      |
| 13                | Csizmadia János (dobgépes orgona)                       | Szólóhangszer | Vonat (saját szerzemény)                    | Kiesett      |
| 14                | Pleszkán Frigyes (zongora)                              | Szólóhangszer | Oscar Peterson: Boogie-woogie               | Továbbjutott |
| 15                | Torontáli Katalin                                       | Táncdal       | Ez a dal neked szól                         | Továbbjutott |
| 16                | Baracsi István                                          | Táncdal       | Most is úgy szeretlek                       | Továbbjutott |

- A "Kamarazene" kategóriában két indulót juttattak tovább.
- "Táncdal" kategóriában a rossz hangosítás miatt csak az adás után hirdettek továbbjutót (a tévéfelvételek megnézését követően)[7]

A közönségszavazatok száma: 16 625
| Top4 közönségszavazatos           | Top4 közönségszavazatos | Top4 közönségszavazatos  |
| Elődöntősök                       | Kategória               | Közönségszavazatok száma |
| --------------------------------- | ----------------------- | ------------------------ |
| Torontáli Katalin                 | Táncdal                 | 3627                     |
| Vörösmárvány együttes             | Néptánc                 | 3216                     |
| Musica Historica                  | Kamarazene              | 2587                     |
| Csizmadia János (dobgépes orgona) | Szólóhangszer           | 2205                     |

#### 3. Elődöntő (február 18.)
| Fellépési sorrend | Versenyzők                                       | Kategória     | Produkció                                        | Eredmény     |
| ----------------- | ------------------------------------------------ | ------------- | ------------------------------------------------ | ------------ |
| 1                 | Békésszentadrási Házi Ipari Szövetkezet Páva-kör | Népzene       | Summás dalok                                     | Kiesett      |
| 2                 | Rokka együttes                                   | Népzene       | Dunántúli ugrósok és erdélyi népdalfeldolgozások | Kiesett      |
| 3                 | Vujicsics együttes                               | Népzene       | Délszláv dallamok                                | Továbbjutott |
| 4                 | Adámi Béla (bűvész)                              | Egyéb         |                                                  | Továbbjutott |
| 5                 | Halászlaki György (bűvész)                       | Egyéb         |                                                  | Továbbjutott |
| 6                 | Lukács Csilla                                    | Versmondás    | József Attila: Bethlehemi királyok               | Kiesett      |
| 7                 | Tordai Ferenc                                    | Versmondás    | Nagy László: József Attila                       | Továbbjutott |
| 8                 | Balogh Erika                                     | Versmondás    | József Attila: Elégia                            | Kiesett      |
| 9                 | Páli Eszter                                      | Népdaléneklés | Csángó dalok                                     | Kiesett      |
| 10                | Bereczki Szilárd                                 | Népdaléneklés | Somogyi dalok                                    | Kiesett      |
| 11                | Kazai Katalin                                    | Népdaléneklés | Moldvai dalok                                    | Továbbjutott |
| 12                | Kiss Pál és Sipos József                         | Szólótánc     | Felső-Tisza-vidéki verbunk és csapás             | Kiesett      |
| 13                | Koralovszki Mária és Mlinár Pál                  | Szólótánc     | Mélykeréki táncok                                | Továbbjutott |
| 14                | Kovács Györgyi és Dezső Mariann                  | Kamarazene    | Darius Milhaoud: Scaramouche (I. és III. tétel)  | Továbbjutott |
| 15                | Mátyás Edit és Taksonyi Zsolt                    | Kamarazene    | Weber Grand duo concertant, rondó                | Kiesett      |
| 16                | Szabolcsi Volán táncegyüttes                     | Néptánc       | Hajlinka                                         | Kiesett      |
| 17                | ÉDOSZ táncegyüttes                               | Néptánc       | Mélykeréki táncok                                | Továbbjutott |

A közönségszavazatok száma: 22 009
| Top2 közönségszavazatos      | Top2 közönségszavazatos | Top2 közönségszavazatos  |
| Elődöntősök                  | Kategória               | Közönségszavazatok száma |
| ---------------------------- | ----------------------- | ------------------------ |
| Adámi Béla (bűvész)          | Egyéb                   | 15 600                   |
| Szabolcsi Volán táncegyüttes | Néptánc                 | 4020                     |

#### 4. Elődöntő (február 25.)
| Fellépési sorrend | Versenyzők                                       | Kategória      | Produkció                                                                                  | Eredmény     |
| ----------------- | ------------------------------------------------ | -------------- | ------------------------------------------------------------------------------------------ | ------------ |
| 1                 | Nagy Dávid                                       | Táncdal        | Szállj fel (Piramis-dal)                                                                   | Továbbjutott |
| 2                 | Radics Szilvia                                   | Táncdal        | Érzések                                                                                    | Továbbjutott |
| 3                 | Kubik Anna                                       | Vers, próza    | Móricz Zsigmond: Úri muri                                                                  | Továbbjutott |
| 4                 | Körtélyesi Béla                                  | Vers, próza    | Karinthy Ferenc: Bösendorfer részlet, Vevő                                                 | Kiesett      |
| 5                 | Tóth Enikő                                       | Vers, próza    | Szépasszonyok mondókái Gábrielre                                                           | Továbbjutott |
| 6                 | Csider István (citera)                           | Népi hangszer  | Népdalcsokor                                                                               | Továbbjutott |
| 7                 | Szabó László (fémfurulya)                        | Népi hangszer  | Erdélyi népdalok                                                                           | Kiesett      |
| 8                 | Hat szív                                         | Jazz-rock      | Andalúz nyár                                                                               | Kiesett      |
| 9                 | Kaszakő együttes                                 | Jazz-rock      | Szemtelenül                                                                                | Továbbjutott |
| 10                | Lányi Márta és Csibra Gergely                    | Szólótánc      | Györgyfalvi cigánytánc                                                                     | Kiesett      |
| 11                | Kiss-Péter Júlia és Tanács István                | Szólótánc      | Sárközi táncok                                                                             | Továbbjutott |
| 12                | Zalka Máté Katonai Műszaki Főiskola kamarakórusa | Kamaraegyüttes | Friderici: Ladilom,Bartók: Bolyongás, Szokolai: 3 Janus Pannonius epigramma régi stílusban | Kiesett      |
| 13                | Tavasz kamarakórus                               | Kamaraegyüttes | Karai Jószef-Benei Zsuzs: Éjszaka, Bárdos Lajos: Tavunga (eszkimóvadász dal)               | Továbbjutott |
| 14                | Ho Si Minh Tanárképző Főiskola                   | Kamaraegyüttes | Kodály: Isten kovácsa, Bartók: Isten veled, Hajdú Mihály-Czuczor Gergely: Fonóházi dal     | Kiesett      |
| 15                | Nagy György (humoros akrobata)                   | Egyéb          |                                                                                            | Kiesett      |
| 16                | Balega Mihály (humoros akrobata)                 | Egyéb          |                                                                                            | Továbbjutott |
| 17                | Kőtörő együttes                                  | Popzene        | Kislány                                                                                    | Kiesett      |
| 18                | Color együttes                                   | Popzene        | Ikaruszi zuhanás                                                                           | Továbbjutott |

A közönségszavazatok száma: 14 684
| Top2 közönségszavazatos | Top2 közönségszavazatos | Top2 közönségszavazatos  |
| Elődöntősök             | Kategória               | Közönségszavazatok száma |
| ----------------------- | ----------------------- | ------------------------ |
| Nagy Dávid              | Táncdal                 | 4147                     |
| Kubik Anna              | Vers, próza             | 4126                     |

- A szoros szavazás miatt a Ki mit tud? szerkesztősége a második legtöbb közönségszavazatot elérő versenyzőt is középdöntőbe juttatta.

#### 5. Elődöntő (március 4.)
| Fellépési sorrend | Versenyzők                                | Kategória        | Produkció                                                                                             | Eredmény     |
| ----------------- | ----------------------------------------- | ---------------- | --- | ------------ |
| 1                 | MIMOSZ Irodalmi Színpad (Debrecen)        | Irodalmi színpad | Balázs Béla: A Könnyű ember                                                                           | Továbbjutott |
| 2                 | Petőfi Irodalmi Színpad (Sárbogárd)       | Irodalmi színpad | Ellenpontok                                                                                           | Kiesett      |
| 3                 | Flexum Irodalmi Színpad (Mosonmagyaróvár) | Irodalmi színpad | Nyerges András: Gyermekkert                                                                           | Kiesett      |
| 4                 | Szekendy Tamás (zongora)                  | Szólóhangszer    | Takács Jenő: Paprikajancsi, Cseremisz tánc                                                            | Kiesett      |
| 5                 | Nagy Róbert (zongora)                     | Szólóhangszer    | Schubert-feldolgozás                                                                                  | Továbbjutott |
| 6                 | Lovász Márta                              | Operaénekes      | Bellini: Alvajárók, Amina áriája                                                                      | Továbbjutott |
| 7                 | Szabó Gyula                               | Operaénekes      | Rossini: Sevillai borbély, Rágalomária                                                                | Kiesett      |
| 8                 | Szalay Sarolta                            | Operaénekes      | Puccini: Turandot, Liu halála / Weber: Bűvös vadász, Annuska áriája                                   | Továbbjutott |
| 9                 | Vasas táncegyüttes                        | Néptáncegyüttes  | Nógrádi táncok                                                                                        | Kiesett      |
| 10                | ÁFÉSZ Nemzetiségi Táncegyüttese           | Néptáncegyüttes  | Aratási szertartás                                                                                    | Kiesett      |
| 11                | KISZÖV táncegyüttes                       | Néptáncegyüttes  | Baranyai-délszláv táncok                                                                              | Továbbjutott |
| 12                | Pécsi Ifjúsági Ház kamarakórusa           | Kamaraegyüttes   | Vass Lajos-Szőnyi Erzsébet: Bordal (vezényel: Jobbágy Valér)                                          | Továbbjutott |
| 13                | Vasvári kamarakórus                       | Kamaraegyüttes   | Rauch: Artemisz búcsúja Apollóntól, csodálatos fivérétől / Hajdú Mihály-Czuczor Gergely: Fonóházi dal | Kiesett      |
| 14                | Vas Zoltán                                | Mai dal          | Népünnepély                                                                                           | Kiesett      |
| 15                | Karsai Gizella                            | Mai dal          | Kis veréb                                                                                             | Kiesett      |
| 16                | Kiss Péter                                | Mai dal          | Elfelejtett érettségi találkozó                                                                       | Továbbjutott |
| 17                | Spirál együttes                           | Popzene          | Rám kiáltott a csend                                                                                  | Továbbjutott |
| 18                | Napsugár együttes                         | Popzene          | Tétován                                                                                               | Továbbjutott |

A közönségszavazatok száma: 23 987
| Top2 közönségszavazatos | Top2 közönségszavazatos | Top2 közönségszavazatos  |
| Elődöntősök             | Kategória               | Közönségszavazatok száma |
| ----------------------- | ----------------------- | ------------------------ |
| Napsugár együttes       | Popzene                 | 4648                     |
| Szabó Gyula             | Operaénekes             | 4127                     |

#### 6. Elődöntő (március 11.)
| Fellépési sorrend | Versenyzők                                              | Kategória   | Produkció                                                                  | Eredmény     |
| ----------------- | ------------------------------------------------------- | ----------- | -------------------------------------------------------------------------- | ------------ |
| 1                 | Honvéd Dixieland                                        | Jazz-rock   | Chris Babel: Ice cream                                                     | Továbbjutott |
| 2                 | Rodesz együttes                                         | Jazz-rock   | Zuhatag                                                                    | Továbbjutott |
| 3                 | Bittman Erzsébet                                        | Versmondás  | Nemes-Nagy Ágnes: Jeromos,a remeterák                                      |              |
| 4                 | Szabó Zsuzsa                                            | Versmondás  | Lázár Ervin: A kék, meg a sárga                                            |              |
| 5                 | Szalma Tamás                                            | Versmondás  | Nagy László: Táncbeli táncszók                                             |              |
| 6                 | Katona Ágnes                                            | Versmondás  | Merinka – Székely népballada Kallós Zoltán gyűjtéséből                     | Továbbjutott |
| 7                 | Ergo együttes                                           | Mai dal     | Ady: Krónikás ének 1918-ból                                                |              |
| 8                 | Quadrofolk együttes                                     | Mai dal     | Victor Jaranak: Könyörgés a földmíveshez                                   |              |
| 9                 | Marcipán együttes                                       | Mai dal     | Weöres: Fürdik a Hold / Tamkó-Sirató: Marabu                               | Továbbjutott |
| 10                | Mimikri együttes (pantomim)                             | Egyéb       | Love Story/ Hiénák                                                         | ^1           |
| 11                | Kecskés András (pantomim)                               | Egyéb       | Radnóti Miklósra emlékezve a félelmetes angyal                             | Továbbjutott |
| 12                | Gyurcsik László                                         | Táncdal     | Kismadár                                                                   |              |
| 13                | Pereszlényi Zoltán                                      | Táncdal     | Chuck Berry: Rock and roll                                                 | Továbbjutott |
| 14                | Pécsi Tanárképző Főiskola kollégiumának ének kvintettje | Kamarakórus | Merley: Tűz! Tűz! / Kelley: Gyümölcsautomata                               |              |
| 15                | Hassler kvintett                                        | Kamarakórus | Hassler: Hinta-palinta / Monteverdi: Fiatal még a szív / Hindemith: Bordal | Továbbjutott |
| 16                | Jukebox együttes                                        | Popzene     | Éjszaka                                                                    |              |
| 17                | Viktória együttes                                       | Popzene     | Korán jött a tavasz                                                        | Továbbjutott |
| 18                | Jászsági Népi Együttes                                  | Néptánc     | Jászsági táncok                                                            | Továbbjutott |
| 19                | Zalka Máté Katonai Műszaki Főiskola tánckara            | Néptánc     | Rábaközi verbunk és dus                                                    | Továbbjutott |

^1 Az együttes egyik tagja – Karsai Gizella –  az 5. elődöntőben szerepelt Mai dal kategóriában is.
A közönségszavazatok száma: ?
| Top közönségszavazatos                       | Top közönségszavazatos | Top közönségszavazatos   |
| Elődöntősök                                  | Kategória              | Közönségszavazatok száma |
| -------------------------------------------- | ---------------------- | ------------------------ |
| Zalka Máté Katonai Műszaki Főiskola tánckara | Néptánc                | ?                        |
|                                              |                        |                          |

### Középdöntők áttekintése
Több kategóriában (pld. Irodalmi színpad, kamarakórus, szólótánc) a kevesebb továbbjutó miatt nem volt középdöntős rész, ők már a döntőben folytatták.
      Továbbjutott zsűri döntéssel |       Továbbjutott közönségszavazattal

#### 1. Középdöntő (március 18.)
| #  | Versenyzők                                      | Kategória  | Eredmény     |
| -- | ----------------------------------------------- | ---------- | ------------ |
| 1  | Oláh István                                     | Versmondás | Továbbjutott |
| 2  | Tóth Enikő                                      | Versmondás | Kiesett      |
| 3  | Torday Ferenc                                   | Versmondás | Továbbjutott |
| 4  | Gúnya Együttes (parodisták)                     | Egyéb      | Továbbjutott |
| 5  | Bálega Mihály (humoros akrobata)                | Egyéb      | Kiesett      |
| 6  | Kovács Péter / Lovassy Gimnázium kamarazenekara | Kamarazene | Kiesett      |
| 7  | Zalka Máté rézfúvós szextett                    | Kamarazene | Továbbjutott |
| 8  | Kovács Györgyi – Dezső Mariann                  | Kamarazene | Továbbjutott |
| 9  | Baracsi István                                  | Táncdal    | Kiesett      |
| 10 | Radics Szilvia                                  | Táncdal    | Továbbjutott |
| 11 | Kertészeti Egyetem tánckara                     | Néptánc    | Továbbjutott |
| 12 | ÉDOSZ táncegyüttes                              | Néptánc    | Kiesett      |
| 13 | Dévényi Ádám                                    | Mai dal    | Kiesett      |
| 14 | Kiss Péter                                      | Mai dal    | Továbbjutott |
| 15 | Color együttes                                  | Popzene    | Továbbjutott |
| 16 | Spirál együttes                                 | Popzene    | Kiesett      |
| 17 | Rárosi Mihály                                   | Egyéb      | Kiesett      |
| 18 | Halászlaki György                               | Egyéb      | Továbbjutott |
| ?  | ?                                               | ?          | ?            |

A közönségszavazatok száma: 33 179
| Top3 közönségszavazatos                         | Top3 közönségszavazatos | Top3 közönségszavazatos  |
| Középdöntősök                                   | Kategória               | Közönségszavazatok száma |
| ----------------------------------------------- | ----------------------- | ------------------------ |
| Oláh István                                     | Versmondás              | 17 218                   |
| Baracsi István                                  | Táncdal                 | 3824                     |
| Kovács Péter / Lovassy Gimnázium kamarazenekara | Kamarazene              | 2796                     |

#### 2. Középdöntő (március 25.)
| Fellépési sorrend | Versenyzők                                              | Kategória  | Produkció                                            | Eredmény     |
| ----------------- | ------------------------------------------------------- | ---------- | ---------------------------------------------------- | ------------ |
| 1                 | Viktória együttes                                       | Popzene    | Gyógyíts meg engem!                                  | Kiesett      |
| 2                 | Napsugár együttes                                       | Popzene    | Táncolj!                                             | Továbbjutott |
| 3                 | Katona Ágnes                                            | Versmondás | Federico García Lorca: Alvajáró románc               | Kiesett      |
| 4                 | Kubik Anna                                              | Versmondás | Csokonai Vitéz Mihály: Dorottya (Részlet)            | Továbbjutott |
| 5                 | Georgikon táncegyüttes                                  | Néptánc    | Somogyi tánc                                         | Kiesett      |
| 6                 | Zalka Máté Katonai Műszaki Főiskola tánckara            | Néptánc    | Eleki táncok                                         | Továbbjutott |
| 7                 | Hemmert László                                          | Mai dal    | Carlos Puebla: Comandante Che Guevara                | Továbbjutott |
| 8                 | Marcipán együttes                                       | Mai dal    | Pál József: Malacvigasztaló / Zelk Zoltán: Ákombákom | Kiesett      |
| 9                 | KISZÖV táncegyüttes                                     | Néptánc    | Silladri                                             | Kiesett      |
| 10                | Jászsági Népi Együttes                                  | Néptánc    | Mezőségi táncok                                      | Továbbjutott |
| 11                | Juhász Gyula Tanárképző Főiskola operaszínpada (Szeged) | Népzene    | Brück: Csodadoktor (részlet)                         | Kiesett      |
| 12                | Vujicsics együttes                                      | Népzene    | Délszláv dallamok                                    | Továbbjutott |
| 13                | Pereszlényi Zoltán                                      | Táncdal    | Régi régi idők rockzenéje (részlet)                  | Továbbjutott |
| 14                | Torontáli Katalin                                       | Táncdal    | Ketten a háztetőn                                    | Kiesett      |
| 15                | Nagy Dávid                                              | Táncdal    | Nélküled (Badfinger: Without You -dal)               | Továbbjutott |
| 16                | Kaszakő együttes                                        | Jazz-rock  | Chick Corea-feldolgozás                              | Kiesett      |
| 17                | Varga-Nagy Tibor (zsonglőr)                             | Egyéb      |                                                      | Kiesett      |
| 18                | Kis Rákfogó                                             | Jazz-rock  | Titkos szerelem                                      | Továbbjutott |
| 19                | Kecskés András (pantomim)                               | Egyéb      | Napfogyatkozáskor                                    | Továbbjutott |
| 20                | Rodesz együttes                                         | Jazz-rock  | Fekete-fehér                                         | Kiesett      |
| 21                | Adámi Béla (bűvész)                                     | Egyéb      |                                                      | Továbbjutott |
| 22                | Honvéd Dixieland                                        | Jazz-rock  | Whistling Rufus                                      | Kiesett      |

- A négy néptánc-együttesből kettő juthatott tovább

A közönségszavazatok száma: 24 612
| Top2 közönségszavazatos   | Top2 közönségszavazatos | Top2 közönségszavazatos  |
| Középdöntősök             | Kategória               | Közönségszavazatok száma |
| ------------------------- | ----------------------- | ------------------------ |
| Nagy Dávid                | Táncdal                 | 5043                     |
| Kecskés András (pantomim) | Egyéb                   | 5009                     |

- A szoros szavazás miatt a Ki mit tud? szerkesztősége a második legtöbb közönségszavazatot elérő versenyzőt is döntőbe juttatta.

#### Gyermekbáb-kategória (március 26.)
| Fellépés sorrendje | Versenyzők                           | Produkció                                            |
| ------------------ | ------------------------------------ | ---------------------------------------------------- |
| 1                  | Katicabogár együttes (Sopron)        | Egyszer egy királyfi / Paprikajancsi / Hüvelyk Matyi |
| 2                  | Rába együttes (Szentgotthárd)        | "Mit játszunk lányok?"                               |
| 3                  | Szitakötő együttes (Tiszakécske)     | Petőfi: Falu végén kurta kocsma                      |
| 4                  | Fakanál együttes (Ercsi-Sinatelep)   | Tavaszi szél                                         |
| 5                  | Kacsa Kázmér együttes (Zalaegerszeg) | Naphívogató                                          |
| 6                  | Ölbői bábegyüttes (Ölbő)             | Molnár Anna balladája                                |

- Major Tamás elfoglaltságai miatt nem szerepelt a zsűriben. Az adásban Szinetár Miklós volt a zsűrielnök, a meghívott zsűritag pedig Koós Iván bábművész volt.

### Döntő (április 4.)
Kategóriagyőztes
| Fellépés sorrendje | Versenyzők                                              | Kategória           | Produkció                                                                                            | Pontozás | Megjegyzés |
| ------------------ | ------------------------------------------------------- | ------------------- | --- | -------- | ---------- |
| 1                  | Tavasz kamarakórus                                      | Kamarakórus         | Pertish Jenő – Pilinszky János: Őszi vázlat                                                          | 40       |            |
| 2                  | Szitakötő együttes                                      | Gyermek bábegyüttes | József Attila: Betlehemi királyok                                                                    | 37       |            |
| 3                  | Pécsi Ifjúsági Ház kamarakórusa                         | Kamarakórus         | Micsio Mamija-kompozíció                                                                             | 42       | ^1         |
| 4                  | Fakanál együttes                                        | Gyermek bábegyüttes | Trufa                                                                                                | 50       |            |
| 5                  | Hassler quintett                                        | Kamarakórus         | Gene Herczel: Olaszsaláta – Kvintett paródia                                                         | 35       |            |
| 6                  | Magyar Gördülőcsapágy Művek Irodalmi Színpad (Debrecen) | Irodalmi színpad    | Még kér a szegény Rokkó legény                                                                       | 23       |            |
| 7                  | MIMOSZ Irodalmi Színpad (Debrecen)                      | Irodalmi színpad    | Az igazság és a hamisság utazása (Háromszéki népmese alapján Bartók Béla táncszvitjének motivumaira) | 34       | ^1         |
| 8                  | Szögi Csaba                                             | Szólótánc           | Kalotaszegi legényes                                                                                 | 43       | ^1         |
| 9                  | Koralovszki Mária és Mlinár Pál                         | Szólótánc           | Dél-Dunántúli ugrós                                                                                  | 48       |            |
| 10                 | Kiss-Péter Júlia és Tanács István                       | Szólótánc           | Dél-Alföldi táncok                                                                                   | 47       | ^2         |
| 11                 | Color együttes                                          | Popzene             | Panoptikum                                                                                           | 45       |            |
| 12                 | Napsugár együttes                                       | Popzene             | Kiáltsd                                                                                              | 39       |            |
| 13                 | Csider István (citera)                                  | Népzene             | Népzene-összeállítás                                                                                 | 47       | ^2         |
| 14                 | Vujicsics együttes                                      | Népzene             | Szerb és makedón dalok                                                                               | 49       | ^3         |
| 15                 | Tordai Ferenc                                           | Versmondás          | Illyés Gyula: Bartók                                                                                 | 38       | ^2         |
| 16                 | Kubik Anna                                              | Versmondás          | Nagy László: Föltámadt piros csizma                                                                  | 36       | ^2         |
| 17                 | Oláh István                                             | Versmondás          | Radnóti Miklós: Előhang egy monodrámához                                                             | 47       |            |
| 18                 | Kovács Györgyi és Dezső Mariann (zongora)               | Kamarazene          | Schumann: Andante és variáció                                                                        | 43       |            |
| 19                 | Zalka Máté Katonai Főiskola rézfúvós szextettje         | Kamarazene          | Szokolai Sándor egyik szextettje (III. tétel)                                                        | 45       | ^1         |
| 20                 | Halászlaki György (bűvész)                              | Egyéb               | | 39       |            |
| 21                 | Adámi Béla (bűvész)                                     | Egyéb               | | 42       | ^4         |
| 22                 | Kecskés András (pantomim)                               | Egyéb               | Commedia dell'arte                                                                                   | 38       |            |
| 23                 | Nagy Róbert (zongora)                                   | Szólóhangszer       | Ránki György: Scherzo                                                                                | 44       | ^4         |
| 24                 | Pleszkán Frigyes (zongora)                              | Szólóhangszer       | Fats Waller: Honeysuckle Rose                                                                        | 47       |            |
| 25                 | Kazai Katalin                                           | Szólóének           | Csík és morva megyei népdalok                                                                        | 39       | ^2 és ^3   |
| 26                 | Lovász Márta                                            | Szólóének           | Delibes: Lakmé (Csengettyűária)                                                                      | 45       |            |
| 27                 | Szalay Sarolta                                          | Szólóének           | Mozart: Cosi fan Tutte (Fiordiligi áriája)                                                           | 42       | ^2         |
| 28                 | Pereszlényi Zoltán                                      | Táncdal             | | 33       |            |
| 29                 | Radics Szilvia                                          | Táncdal             | | 38       |            |
| 30                 | Nagy Dávid                                              | Táncdal             | | 40       |            |
| 31                 | Kertészeti Egyetem tánckara                             | Néptánc             | Ugrós                                                                                                | 47       |            |
| 32                 | Zalka Máté Katonai Műszaki Főiskola tánckara            | Néptánc             | Verbunk és csárdás                                                                                   | 41       |            |
| 33                 | Jászsági Népi Együttes                                  | Néptánc             | Domaházi táncok                                                                                      | 50       |            |
| 34                 | Kaszakő együttes                                        | Jazz-rock           | Hajtóvadászat                                                                                        | 45       |            |
| 35                 | Kis Rákfogó                                             | Jazz-rock           | Telefonhívás                                                                                         | 49       |            |
| 36                 | Kiss Péter                                              | Mai dal             | Ismerősöm, Pál / Röviden magamról                                                                    | 30       |            |
| 37                 | Hemmert László                                          | Mai dal             | Miért nem?                                                                                           | 39       | ^2         |
| 38                 | Gúnya Együttes                                          | Mai dal             | "Ki Mit Tud?" – paródia                                                                              | 50       |            |

- ^1 Az Országos Közművelésügyi Tanács a versenyző egyesületét/intézményét 50 ezer Ft pénzjutalomban részesítette
- ^2 Ők is utaztak a győztesekkel
- ^3 Részvétel a Türkmén SZSZK fővárosában, Asgábád-ban tartott amatőr esztrád fesztiválon a magyar és szovjet kulturális minisztérium keretében
- ^4 Ők is utaztak – a bábegyüttes kategória győztes mellett –  a szovjetunióbeli Artyekben rendezett I. Nemzetközi Gyermekfesztiválra